# Oakview
Oakview és una població dels Estats Units a l'estat de Missouri. Segons el cens del 2000 tenia 386 habitants.

## Demografia
Segons el cens del 2000, Oakview tenia 386 habitants, 167 habitatges, i 113 famílies. La densitat de població era de 876,7 habitants per km².
Dels 167 habitatges en un 22,8% hi vivien nens de menys de 18 anys, en un 48,5% hi vivien parelles casades, en un 13,2% dones solteres, i en un 32,3% no eren unitats familiars. En el 25,1% dels habitatges hi vivien persones soles el 10,8% de les quals corresponia a persones de 65 anys o més que vivien soles. El nombre mitjà de persones vivint en cada habitatge era de 2,31 i el nombre mitjà de persones que vivien en cada família era de 2,73.
Per edats la població es repartia de la següent manera: un 20,5% tenia menys de 18 anys, un 8% entre 18 i 24, un 31,9% entre 25 i 44, un 20,7% de 45 a 60 i un 18,9% 65 anys o més.
L'edat mediana era de 40 anys. Per cada 100 dones de 18 o més anys hi havia 90,7 homes.
La renda mediana per habitatge era de 46.786 $ i la renda mediana per família de 56.875 $. Els homes tenien una renda mediana de 34.125 $ mentre que les dones 28.036 $. La renda per capita de la població era de 22.344 $. Entorn del 3,4% de les famílies i el 4,9% de la població estaven per davall del llindar de pobresa.

## Poblacions més properes
El següent diagrama mostra les poblacions més properes.